# Бецалель (художественный стиль)

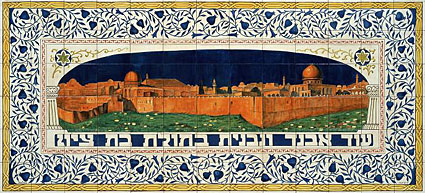
Керамическая плитка. Школа Бецалель, 1920-е годы.

Стиль Бецалель — художественное движение в Палестине в поздний период Османской империи и в период британского мандата. Назван в честь Художественной школы Бецалель, предшественницы Академии искусств и дизайна Бецалель. Стиль Бецалель может быть описан как синтез восточного искусства и модерна.

## История

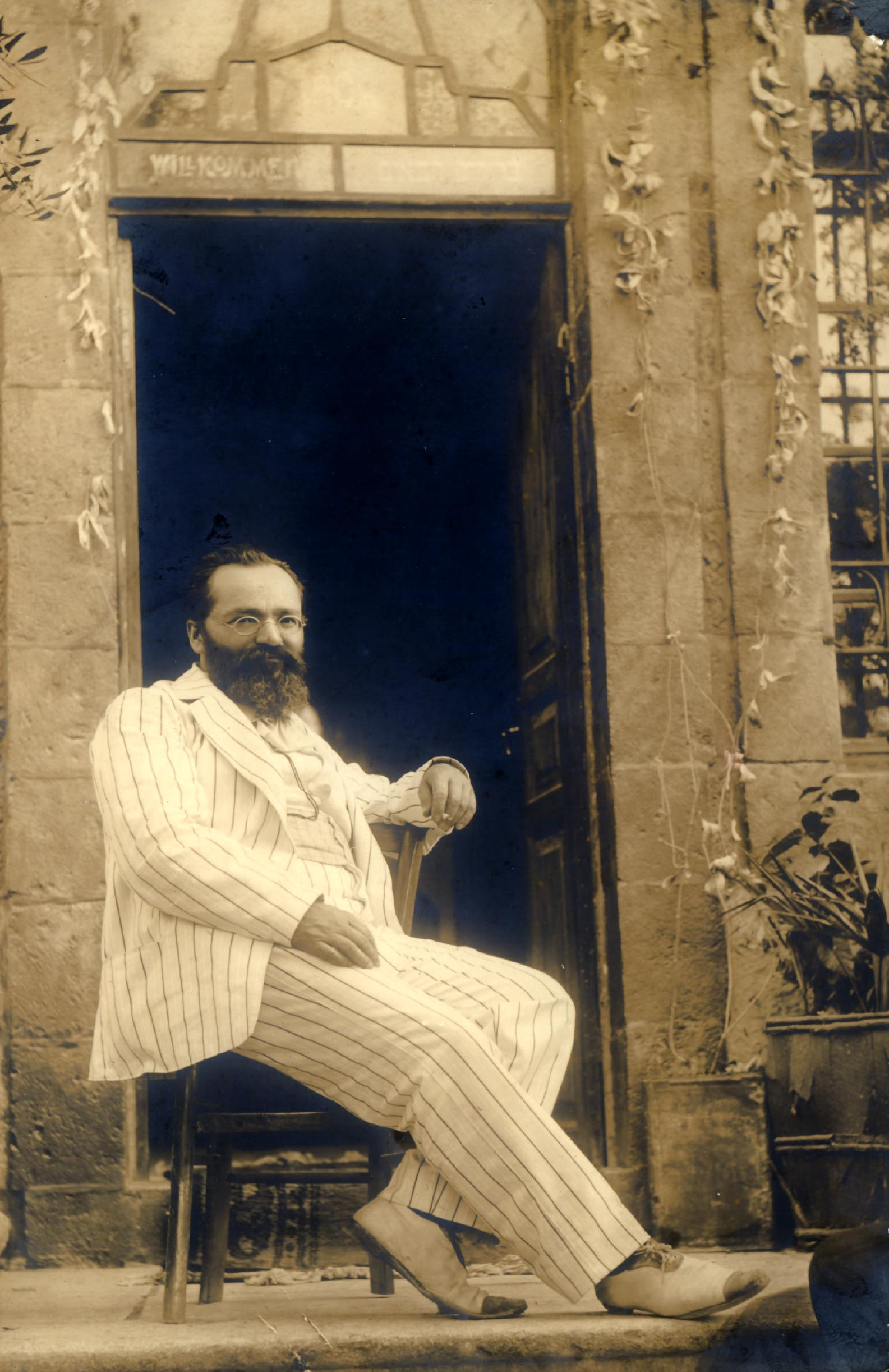
Борис Шац

Искусство Подмандатной Палестины до основания Художественной школы Бецалель считается декоративно-прикладным. Обзор современного израильского искусства начинается с Бориса Шаца и основания школы Бецалель. Йона Фишер указал, что хотя Бецалель не является началом еврейского искусства и ремесла в Израиле, но, если рассматривать его в историческом контексте сионизма, это движение, которое «разделяет прошлое и будущее» развивающегося Израиля, «ищущего свое собственное определение»

## Стиль и темы

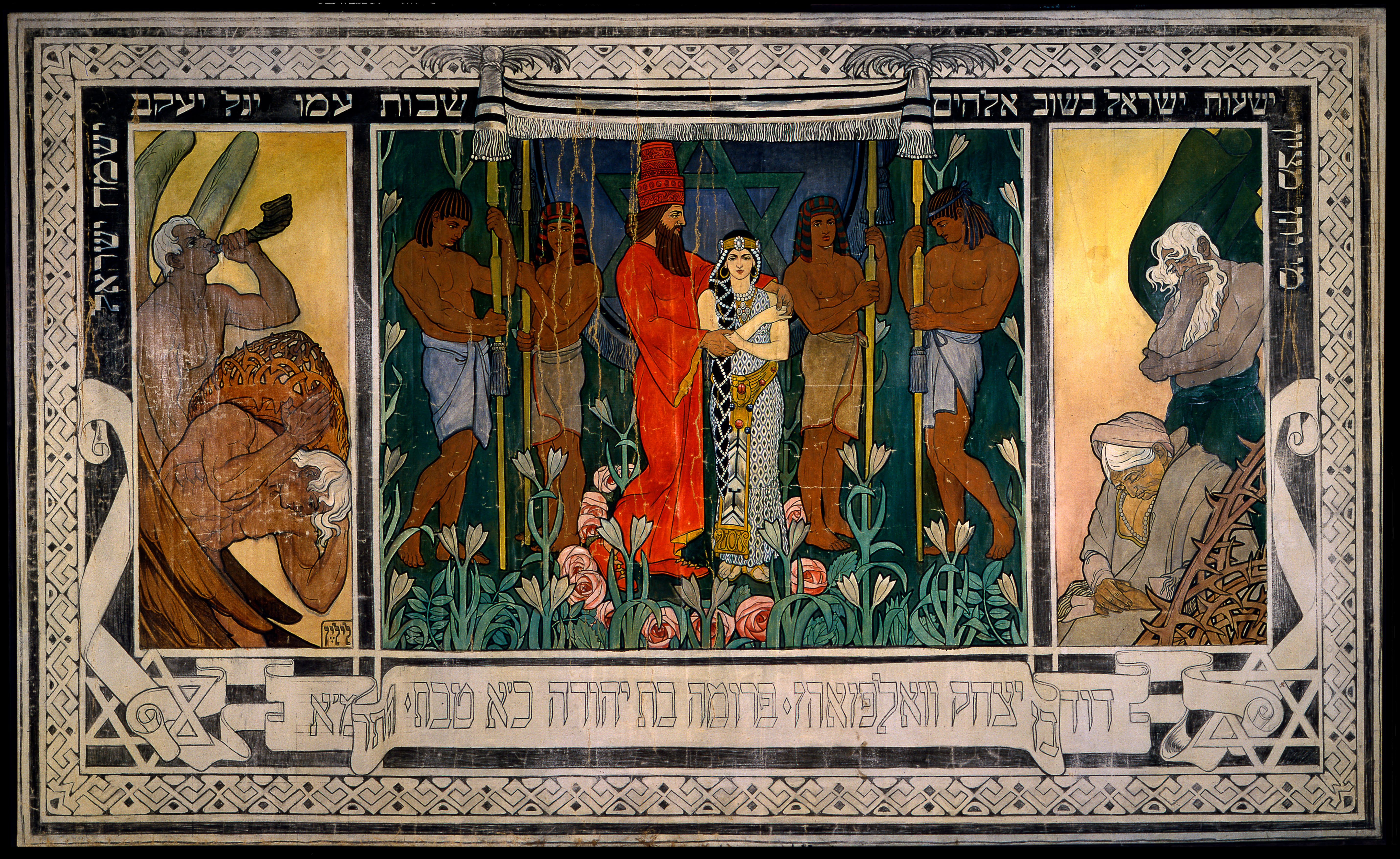
Аллегорическая свадьба: Эскиз для ковра (Триптих справа налево): Изгнание, Брак, Искупление, 1906, автор Эфраим Мозес Лилиен

Художники школы Бецалель затрагивали библейские темы, используя исламский дизайн и европейские традиции, в своих усилиях создать особый стиль еврейского искусства для новой нации на древней еврейской родине. Произведения искусства, созданные группой, внесли значительный вклад в создание самобытной израильской национальной культуры.
Основателем школы был Борис Шац, который оставил свой пост главы Королевской академии художеств в Софии, , чтобы совершить алию в 1906 году в Иерусалим. Художники были сионистскими иммигрантами из Европы и Ближнего Востока, со всеми вытекающими из этого психологическими и социальными потрясениями. Движение разработало особый стиль, сочетающий библейские и сионистские сюжеты с модерном, символизмом и традиционным персидским и сирийским искусством.
Школа Бецалель производила предметы декоративного искусства из широкого спектра материалов: серебра, кожи, дерева, латуни и ткани. Мастерами, выполнявшими работы, часто были члены йеменской еврейской общины, которая имела давнюю традицию изготовления драгоценных металлов и начала совершать алию ~ в 1880 году.
Йеменские еврейские мастера-серебряники работали в основном с серебром, создавая изделия вручную, используя традиционные методы. Йеменские иммигранты, одетые в яркие традиционные костюмы, также были частыми персонажами художников школы Бецалель.
Ведущими членами школы были Борис Шац, Эфраим Лилиен, Яаков Старк, Меир Гур-Арье, Зеев Рабан, Якоб Айзенберг, Якоб Штайнхардт, Шмуэль Бен Давид и Герман Штрук.
Художники создавали не только картины и офорты, но и предметы иудаики, а также сувениры. В 1915 году газета «Нью-Йорк Таймс» писала о передвижной выставке Бецалель:
«Изысканные образцы филиграни, медной инкрустации, резьбы по слоновой кости и дереву»,.
В изделиях из металла преобладали мавританские узоры.

## Дальнейшее чтение
- Gil Goldfine, «Zeev Raban and the Bezalel style», The Jerusalem Post, 12-14-2001.
- The «Hebrew Style» of Bezalel, 1906—1929 Nurit Shilo Cohen The Journal of Decorative and Propaganda Arts, Vol. 20. (1994), pp. 140—163.
- Manor, Dalia, Art in Zion: The Genesis of National Art in Jewish Palestine, published by Routledge Curzon, 2005.
- Diana Muir Appelbaum, «First, Build an Art School», Jewish Ideas Daily, Aug. 1, 2012 Jewish Ideas Daily " Daily Features " First, Build an Art School.